# Eurysquilloidea
Eurysquilloidea is een superfamilie van kreeftachtigen uit de klasse van de Malacostraca (Hogere kreeftachtigen).

## Familie
- Eurysquillidae Manning, 1977